# Унимодулярная решётка
Унимодулярная решётка — целая решётка с определителем {\displaystyle \pm 1}.
Последнее эквивалентно тому, что объём фундаментальной области решётки равен {\displaystyle 1}.

## Определения
- Решётка — свободная абелева группа {\displaystyle \mathbb {Z} ^{n}} конечного ранга {\displaystyle n} с симметричной билинейной формой {\displaystyle ({*},{*})}.
- Решётку можно также рассматривать как подгруппу в вещественном векторном пространстве {\displaystyle \mathbb {R} ^{n}} с симметрической билинейной формой.
- Число {\displaystyle n} называется размерностью решётки, это размерность соответствующего вещественного векторного пространства; это то же, что и ранг {\displaystyle \mathbb {Z} }-модуля {\displaystyle \mathbb {Z} ^{n}}, или число образующих свободной группы {\displaystyle \mathbb {Z} ^{n}}.
- Решётка называется целой, если форма {\displaystyle ({*},{*})} принимает только целочисленные значения.
- Норма элемента {\displaystyle a} решётки определяется как {\displaystyle (a,a)}.
- Решетка называется положительно определённой или лоренцевой, и так далее, если его векторное пространство таково. В частности:
  - Решётка является положительно определённой, если норма всех ненулевых элементов положительна.
  - Сигнатура решетки определяется как сигнатура формы на векторном пространстве.
- Определитель решётки — это определитель матрицы Грамма её базиса.
- Решётка называется унимодулярной, если её определитель равен {\displaystyle \pm 1}.
- Унимодулярная решетка называется чётной, если все нормы её элементов чётны.

## Примеры
- {\displaystyle \mathbb {Z} \subset \mathbb {R} }, а также {\displaystyle \mathbb {Z} ^{n}\subset \mathbb {R} ^{n}} — унимодулярные решётки.
- Решётка E8, решётка Лича — чётные унимодулярные решётки.

## Свойства
- Для данной решётки в {\displaystyle \Lambda \in \mathbb {R} ^{n}} вектора {\displaystyle x\in \mathbb {R} ^{n}} такие, что {\displaystyle (x,a)\in \mathbb {Z} } для любого {\displaystyle a\in \Lambda } также образуют решётку называемую двойственной решёткой к {\displaystyle \Lambda }.
  - Целая решетка унимодулярна тогда и только тогда, когда её двойственная решетка является целой.
  - Унимодулярная решётка тождественна своей двойственной. По этой причине унимодулярные решётки также называются самодвойственными.
- Нечётные унимодулярные решетки существует для всех сигнатур.
- Чётная унимодулярная решетка с сигнатурой {\displaystyle (m,n)} существует тогда и только тогда, когда {\displaystyle m-n} делится на 8.
  - В частности, чётные положительно определенные унимодулярные решетки существуют только в размерностях, кратных 8.
- Тета-функция унимодулярных положительно определенных решёток является модулярной формой.

## Приложения
- Вторая группа когомологий замкнутых односвязных ориентированных топологических четырёхмерных многообразий является унимодулярной решеткой. Михаил Фридман показал, что эта решетка практически определяет многообразие: существует единственное многообразие для каждой чётной унимодулярной решётки, и ровно по два для каждой нечётный унимодулярной решётки. 
  - В частности, для нулевой формы это влечёт гипотезу Пуанкаре для 4-мерных топологических многообразий.
  - Теорема Дональдсона гласит, что если многообразие является гладким и его решётка положительно определена, то она должна представлять собой сумму копий {\displaystyle \mathbb {Z} }. 
    - В частности, что большинство из этих многообразий не имеет гладкой структуры.

## Внешние ссылки
- Каталог унимодулярных решёток Нила Слоуна.
- Sloane's A005134 : Number of n-dimensional unimodular lattices", The On-Line Encyclopedia of Integer Sequences. OEIS Foundation.